# Agaatpissebed
De agaatpissebed (Eurydice pulchra) is een pissebed uit de familie Cirolanidae. De wetenschappelijke naam van de soort werd in 1815 voor het eerst geldig gepubliceerd door Leach.

## Beschrijving
De agaatpissebed is een kleine en opvallende 'luisachtige' pissebed. Het lichaam is afgeplat met een ovale omtrek. Het heeft grote ogen, zijdelings geplaatst en een lang tweede paar antennes. Het kan lichtgrijs tot bruin van kleur zijn, met zwarte vlekken (elk een chromatofoor) die alle oppervlakken van het lichaam bedekken. Mannetjes groeien tot 8 mm, terwijl vrouwtjes 6,5 mm bereiken. 

## Verspreiding
Het verspreidingsgebied van de agaatpissebed strekt zich uit van Noorwegen tot de Atlantische kust van Marokko, maar niet tot in de Middellandse Zee. Het leeft in het intergetijdengebied op zandige kusten.